# Heringia myerma
Heringia myerma är en tvåvingeart som först beskrevs av Charles Howard Curran 1921.  Heringia myerma ingår i släktet gallblomflugor, och familjen blomflugor. Inga underarter finns listade i Catalogue of Life.